# Eremias suphani
Espèce
Synonymes
- Eremias velox suphani Başoğlu & Hellmich 1968

Statut de conservation UICN

 LC  : Préoccupation mineure
Eremias suphani est une espèce de sauriens de la famille des Lacertidae.

## Répartition
Cette espèce est endémique de Turquie. Elle se rencontre dans la région du Lac de Van.

## Publication originale
- Başoğlu & Hellmich, 1968 : Eine neue Eremias-Form aus Ost-Anatolien (Reptilia, Lacertidae). Ege Üniversitesi Fen. Fakültesi Ilmi Rap. Ser. (Izmir), vol. 67, p. 1-9.